# Всеобщая итальянская конфедерация труда
Всеобщая итальянская конфедерация труда (ВИКТ, итал. Confederazione Generale Italiana del Lavoro, CGIL) — крупнейшее итальянское профсоюзное объединение, созданное в 1944 году и заменившее Всеобщую конфедерацию труда, существовавшую с 1906 года. Исторически было связано с Итальянской коммунистической партией, позднее — с Демократической партией. С более 5 миллионов членов ВИКТ является вторым по величине профсоюзом в Европе, лишь несколько уступая Объединению немецких профсоюзов. Входит в состав Международной конфедерации профсоюзов и Европейской конфедерации профсоюзов, а также является членом Консультативного комитета профсоюзов ОЭСР. 

## История
Всеобщая итальянская конфедерация труда создана в 1944 году в результате подписания руководством основных профсоюзов так называемого «Римского пакта». В 1945 году на съезде в Неаполе утверждена организационная структура и принят устав. По окончании Второй мировой войны ВИКТ объединил все профсоюзные организации севера Италии. После покушения на Пальмиро Тольятти в 1948 году коммунисты добились организации всеобщей забастовки, но в результате в объединении произошёл раскол. В 1949 году сторонники республиканского и социал-демократического течений в профдвижении вышли из ВИКТ и основали Итальянский союз труда, а в 1950 году последователи христианско-демократического направления создали Итальянскую конфедерацию профсоюзов трудящихся (ИКПТ). 
ВИКТ сыграла заметную роль в развёртывании рабоче-стачечного и студенческого движения 1968—1969, достигшего пика в «Жаркую осень»; на этом фоне происходило её сближение с другими профсоюзами (1 мая 1968 года она, впервые с 1948 года, отметила День труда вместе с ИСТ и ИКПТ, которые также приняли участие в 7-м Национальном конгрессе ВКИТ) и осуждение ей вторжения в Чехословакию, из-за которого 21 августа 1968 года конфедерация порвала с просоветской Всемирной федерацией профсоюзов). В 1970 году был принят «Статут трудящихся», официально зафиксировавший права профсоюзов, вследствие чего в 1972 году была создана Федерация ВИКТ—ИКПТ—ИСТ (Federazione CGIL—CISL—UIL), но в 1984 году из-за разногласий в отношении к политике правительства Кракси федерация распалась. Политика правительств Берлускони, направленная на сокращение социальных бюджетных расходов, привела к возобновлению сотрудничества трёх профобъединений.

## Список национальных секретарей
- Протест ВИКТ в Болонье против трудовой реформы Маттео Ренци (2014)Джузеппе Ди Витторио (1944—1957)
- Агостино Новелла (it:Agostino Novella, 1957—1970)
- Лучано Лама (it:Luciano Lama, 1970—1986)
- Антонио Пиццинато (it:Antonio Pizzinato, 1986—1988)
- Бруно Трентин (it:Bruno Trentin, 1988—1994)
- Серджо Кофферати (1994—2002)
- Гульельмо Эпифани (2002—2010)
- Сузанна Камуссо (2010—2019)
- Маурицио Ландини (с 24 января 2019)